# 컬러 사진술

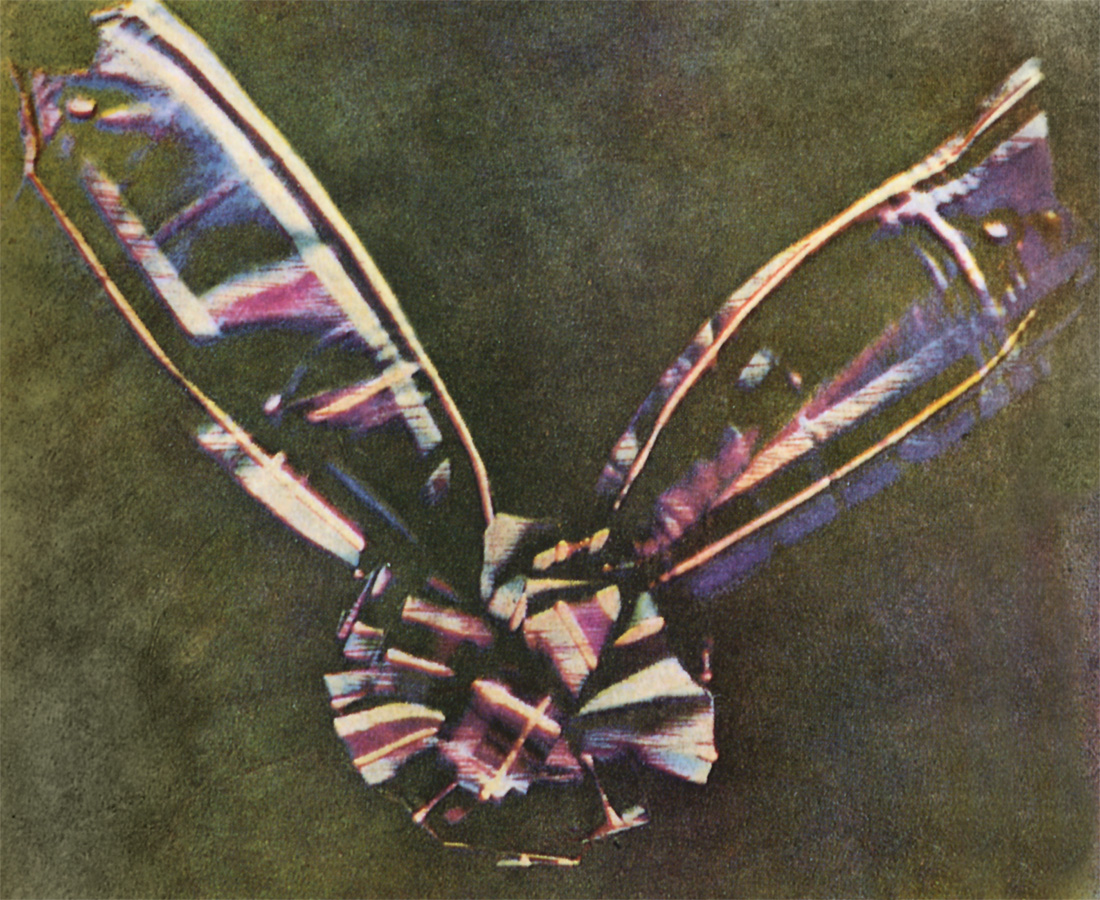
최초의 천연색 사진.

컬러 사진술(color photography) 혹은 천연색 사진술(天然色寫眞術)은 색깔을 재현할 수 있는 사진술이다. 흑백 사진술이나 단색 사진술과 대조되는 기술이다. 1970년대 중반부터 컬러 사진이 대중화되었다.

## 컬러 필름

### 컬러 필름의 구조
천연의 색채를 그대로 나타나게 하려는 꿈은 컬러필름으로 그 실현을 보아 오늘날 널리 사용되고 있다. 물체의 형상뿐만이 아니라 그 색깔까지도 그대로 나타나게 하려면 특정한 파장의 빛(색)에만 감광하는 감광제가 있어야 한다.
실제의 컬러필름에서는 여러 색을 표현하기 위해 청·적·황 등 3원색의 빛에 감광하는 감광제를 조합하고 있다. 대표적인 것으로는 필름 베이스 위에 이 3가지 색에 대한 감광제를 유제(乳劑)로 만들어서 바르는 다층유제법(多層乳劑法)이 채택되고 있다. 같은 색을 표현하는 데도 컬러텔레비전의 형광판과 같이 한 평면 위에 3원색을 모자이크상으로 배열하는 방법과는 약간 다르다.
베이스 위에 3개의 감광유제를 바르는 경우에는 녹과 적에 감광하는 유제는 청색으로도 감광하기 때문에 녹·적의 유제 앞에 황색 필터를 놓고 청색이 투과해 오지 않도록 하고 있다. 또 필름 베이스의 이면에는 투과한 빛의 반사를 막는 반사방지막이 붙어 있다. 이러한 구조에 의해 컬러필름은 3가지 색을 1장의 필름 위에 각기 다른 층으로 감광시키는 것이다.

### 색에 감광하는 감광제
특정한 색에만 감광하는 감광제도 역시 흑백사진에 사용되고 있는 것과 같이 할로겐화은을 주체로 하고 있다. 이 할로겐화은 자체는 자외선으로부터 가시광선의 단파장 부분(청색까지의 빛)을 잘 느낀다. 그 때문에 흑백사진의 필름으로 사용하기 위해서도 녹색이나 청색의 염료에 염색되고, 적색이나 황색 파장의 빛에도 잘 감광되도록 할 필요가 있다. 오늘날의 흑백필름은 모두 이와 같이 할로겐화은이 흡수하는 파장역을 적색부 쪽으로 이동시켜 가시광선 전역을 커버할 수 있게 만들어져 있다.
이와 같은 염료를 잘 사용하면 할로겐화은의 감광역을 특정의 파장(색)에 한정시킬 수 있다. 이렇게 하여 색증감제로서 사용되고 있는 것에 시아닌계의 색소가 있다.
적외선 필름도 마찬가지로 네오시아닌·이소시아닌과 같은 색소를 써서 적외선을 특히 잘 감광할 수 있도록 만든 것이다. 특히 네오시아닌 등은 800µm까지의 감광역을 가지고 있다.

### 컬러필름의 발색
컬러필름으로 촬영한 다음, 일단 흑백의 현상을 하면 흑백 필름의 경우와 마찬가지로 빛이 닿았던 부분에 은입자가 검게 석출된 음(陰)의 영상이 얻어진다. 다만 컬러필름의 경우에는 적·청·황의 3원색이 각각의 감광층 위에 따로따로 은입자를 남기게 된다. 이것을 컬러 사진으로 만들려면 3원색의 노출된 빛의 세기에 비례하여 감광층에 각각의 색을 만들어 주면 된다.
필름 위에서 색을 합성하는 데는 두가지 방법이 있으나 발색의 원리는 모두 같으며 현상주약(現像主藥)과 반응하여 색을 만드는 발색제(커플러라고 한다)가 사용되고 있다. 현상주약에는 N－N＇－디에틸－P－페닐렌디아민의 유도체가, 그리고 커플러로서는 여러 가지 나프톨유도체나 활성메틸렌을 가지고 화합물이 사용된다. 어느 경우이든 컬러사진에는 3원색에 해당하는 3종류의 발색제가 필요하다.
내식반전(內式反轉)필름이라고 하는 것은 3종류의 커플러를 각 감광층에 미리 넣어 놓은 것이다. 이 경우에는 1회의 현상으로 맨 위의 청색감광층은 황색으로, 다음의 녹색감광층은 적색으로, 맨 아래의 적색감광층은 청색으로 발색한다. 그러나 이것은 피사체 색의 여색(餘色)이 된 것으로, 원래의 색을 얻기 위해 한번 더 인화지에 구워야 한다. 컬러네거티브 필름이라는 이름으로 시판되고 있는 것이 바로 이것이다.
외식반전(外式反轉)필름은 이것과 달라 필름 위에 피사체의 색을 재현할 수가 있다. 커플러는 감광층에는 함유되어 있지 않으며, 현상을 할 때에 가하게 된다. 먼저 촬영을 할 때에 감광된 은입자를 모두 씻어 낸 다음, 감광되지 않고 남은 부분을 씻고 나서 3원색의 단색광에 노출시킨다. 그 후에 커플러를 함유한 현상액에 담가서 발색시킨다. 다시 말하면 내식반전필름인 경우와는 발색부분이 반대로 된 필름이 얻어진다.

## 같이 보기
- 조지 이스트먼
- 세르게이 프로쿠딘고르스키
- 가브리엘 리프만
- 컬러 인쇄
- 컬러 텔레비전
- 페리시안화 칼륨
- 발명사 연표